# 무기역
무기역(일본어: 牟岐駅 むぎえき[*])은 일본 도쿠시마현 가이후군 무기정에 위치한 시코쿠 여객철도 무기 선의 철도역이다. 역 번호는 M24이며, 섬식 승강장 1면 2선의 구조를 갖춘 지상역이다.

## 이용 현황
| 연도     | 이용 인원 | 연도     | 이용 인원 |
| 1995년도 | 417       | 2003년도 | 254       |
| 1996년도 | 406       | 2004년도 | 245       |
| 1997년도 | 383       | 2005년도 | 230       |
| 1998년도 | 359       | 2006년도 | 217       |
| 1999년도 | 341       | 2007년도 | 196       |
| 2000년도 | 317       | 2008년도 | 191       |
| 2001년도 | 285       | 2009년도 | 179       |
| 2002년도 | 264       | 2010년도 | 168       |
| -------- | --------- | -------- | --------- |

## 역 주변
- 국도 제55호선
- 무기 정청
- 도쿠시마 가정 재판소 무기 출장소 · 간이 재판소
- 무기 강
- 무기 어항

## 역사
- 1942년 7월 1일 : 일본국유철도 무기 선의 역으로서 개업. 당초는 종착역.
- 1973년 10월 1일 : 무기 선의 이 역 - 가이후역 간이 연신 개업. 이 역은 도중역으로 한다.
- 1987년 4월 1일 : 일본국유철도 분할 민영화에 의해, 시코쿠 여객철도가 승계.

## 인접 역
| 시코쿠 여객철도 무기 선   | 시코쿠 여객철도 무기 선 | 시코쿠 여객철도 무기 선 |
| ------------------------- | ----------------------- | ----------------------- |
| M 21 히와사 도쿠시마 방면 | 특급 '무로토'           | 시·종착역               |
| M 23 헤가와 도쿠시마 방면 | 보통                    | 사바세 M 25 가이후 방면 |